# Mahmoud El Ali
Mahmoud El Ali (født 4. marts 1984) er en libanesisk fodboldspiller, som pt. spiller for Al-Ahed i Libanon. Han repræsenterer også Libanons fodboldlandshold på internationalt niveau. El Ali spiller angriber.

## Karriere
Mahmoud El Ali spiller for Al-Ahed i Libanon. Han kom til klubben i 2005/2006-sæsonen fra sin tidligere klub Al Rayyan.
For det libanesiske landshold spiller han med nummer 13. El Ali var med i seks kvalifikationskampe til VM 2010 i Sydafrika. Han har pr. 12-11-2011 scoret 5 mål for Libanon.